# 蔣志光
蔣志光（英語：Ram Chiang Chi Kwong，1961年7月2日—），尊稱蔣老師，香港男演員、歌手，曾為無綫電視基本藝人合約藝員。他於1990年推出了自創香港粵語流行曲作品、與韋綺珊合唱的《相逢何必曾相識》，一直被譽為香港粵語流行音樂中的合唱經典，曾於90年代初卡拉OK熱唱一時，本曲亦曾於1990年度叱咤樂壇流行榜頒獎典禮上，奪得全由現場樂迷投票之獎項「叱咤樂壇我最喜愛的歌曲大獎」、無綫電視「十大勁歌金曲獎」及香港電台「十大中文金曲獎」。蔣志光其後在萬千星輝頒獎典禮2014中憑「高音」（《老表，你好hea！》）一角，同時奪得「最佳男配角」及「專業演員大獎」兩個獎項。而其洋名「Ram」來自1985年受邀在林子祥的首個演唱會時由林子祥所改；寓意「Left for Lam, Right for Ram」（林子祥是左聲道（Left），蔣志光則代表林子祥的右聲道（Right））。

## 背景

### 早年生活
蔣志光於長洲出生 ，家有幾位兄弟姊妹，一家人生活了幾年後舉家搬到九龍尖沙咀美麗都大廈生活。他就讀香港基教書院（小學部），讀書成績好，而且因短期記憶好而不太需要溫習時間就能考到好成績，但在數學方面的學習沒有好天分。因為他未能通過升中試，所以在小學六年級後沒有再讀書。自此跟父親和師兄在美麗都大廈的洋服工場學習上海裁縫方面「縫」的工序7年。蔣志光的父親在他約19歲時去世，他便轉向其他方面發展，例如打蠟和做工廠工人。他後來當上重慶大廈內金都城夜總會的業餘駐場樂隊的主音，過了一段時間卻因為要增加英語能力且開始厭倦這種深宵唱歌的生活，而到中學英文夜校進修，就讀易通英文專修學校，以4年時間完成中一至中五課程和考畢香港中學會考。同期認識了電影幕後製作人員，因此加入「麥當雄製作有限公司」，一直擔任幕後工作，往後做過很多崗位如場記、燈光等，曾擔任副導演。但他有感香港獨立電影公司很難生存，在大半年都沒工作之後，轉行發展音樂幕後事業，主要灌錄口水歌錄音帶，但未於廟街作公開演唱。

### 音樂事業
原本是為了增加英語能力就讀夜校，但反而培養他後來填詞的興趣和文筆。蔣志光於1985年受邀在林子祥的首個演唱會上扮其唱腔，扮得極為神似的表現令他獲得寶麗金唱片賞識，展開了其幕前歌手生涯。簽約後，蔣志光於1986年以一首《我也不想說謊》參加流行曲創作比賽，開始受人注意。及後唱片公司同時為蔣志光、李克勤和黃凱芹出版迷你專輯，《我也不想說謊》一曲亦得以於年底正式灌錄，但唯獨蔣志光的專輯銷量較遜色。之後改為簽約另一唱片公司，與陳少偉及王利名合組第二代「風雲樂隊」。在獨立發展之後，蔣志光雖未算大紅，但一直有穩定表現。同時李樂詩亦拜他為師。
蔣志光當年亦是Raidas的隱形成員。當年黃耀光參加創作比賽，原先打算找擔任其錄音室助手的蔣志光作夥伴，但由於他跟寶麗金唱片公司已有合約，黃耀光才找陳德彰搭檔。Raidas推出的唱片中，蔣志光以「小光」作筆名參與幕後製作。他更寫過不少歌詞，是創作人。1990年蔣志光轉會到創意家族（唱片發行為飛圖唱片），他轉會後的代表作包括《相逢何必曾相識》（與韋綺姍合唱）及《皇后大道東》（與羅大佑合唱），廣為香港人及華人所熟悉。
蔣志光原本是創作歌手，包辦《相逢何必曾相識》、《舊朋友》等曲及詞，雖然歌曲走紅，本人卻並未能一炮走紅，他其後認為自己「歌唱生涯經已完結」，故決定封口不唱，甚至連牽涉唱歌的綜藝節目都拒絕演唱，在1993年退出樂壇。由於他從不提起自己的歌唱生涯，因此令現今很多年輕觀眾都意想不到。直到2004年羅大佑在港舉行演唱會，蔣志光才再次上台獻唱兩人名曲「皇后大道東」。2011年2月2日，蔣志光在《今日VIP》訪問中提到淡出樂壇後主要以玩即興式（shot gun）爵士流行曲為主，並不排除將來再次推出唱片的可能。
2017年12月，胡鴻鈞上傳與蔣志光合唱《遙不可及的Acoustic Version》，吸引不少網民讚好支持，更在《勁歌金曲頒獎典禮》中再度合唱，掀起全晚高潮。

### 電視事業
1993年末退出樂壇後，蔣志光以參演無綫電視劇集作為過渡平台，不過此後由於喜歡演戲而一直當演員至今。他擅演朝廷謀士或善良小人物，代表作有《真情》的李添福、《男親女愛》的詹士安，以及《棟篤神探》的史高拔探長。其演技受不少人認同，有“綠葉王”之稱。較為人讚賞的演出計有《十萬噸情緣》的吳小強、《花樣中年》的羅家輝、《九五至尊》的岑日忠（Brian）、《楚漢驕雄》的張良、《胭脂水粉》的黎國昌、《鐵血保鏢》的尚正文、《宮心計》的布吉祥（布公公）、《鐵馬尋橋》的梁湛（湛叔）、《仁心解碼》的連志森、《女拳》的何添福、《點解阿Sir係阿Sir》的潘國誠（潘sir）、《法證先鋒III》的游健保（保哥）、《心戰》的莊鎮滔（莊導、John）、《護花危情》的喬江河、《幸福摩天輪》中的魯文迪（魯sir）等。
2014年在王祖藍邀請下，他與韋綺姍在無綫電視電視劇《老表，你好Hea！》中客串，再次合唱《相逢何必曾相識》，令他們的歌唱事業被年輕觀眾重新認識，他的其他作品也有在劇中出現，如《舊朋友》和《城市儷人》及改編曲《相逢何必曾燒衣》。同年11月13日，蔣志光在《東張西望》提及自己其實希望成為導演，而只視唱歌為攢錢工具，但暫時沒有重出個人唱片或開復出演唱會的打算。11月16日，《相逢何必曾相識》被許靖韻和張致恆翻唱，而在音樂錄影帶中，《相逢何必曾燒衣》，被製成歌中劇，由吳剛和吳麗珠擔演。
2014年12月15日，蔣志光在萬千星輝頒獎典禮2014中憑「高音」（《老表，你好hea！》）一角，同時奪得「最佳男配角」及「專業演員大獎」兩個獎項。2019年在《白色強人》中用流利英文還擊質疑其角色醫生專業的外國人一段再度引起網民關注及熱議。蔣志光沒有離開過無綫電視，原因出於他獲公司安排足夠的演出數目，可以讓他糊口。若演出數目不夠，他便會選擇離巢。
2022年離開無綫電視。

### 爭議或相關事件
2020年5月29日，有人以香港文化演藝界名義進行支持港版國安法的連署，蔣志光在聯署名單榜上有名。蔣志光在同年5月31日於自己的Facebook頁面上公開發出聲明，表明自己並沒有簽署此聲明，該聯署人可能是中國香港人民藝術協會會長，與蔣志光同名同姓。

## 演出作品

### 電視劇（無綫電視）
- 已知於劇中有演唱的角色在角色名後會加上♪符號

| 首播         | 劇名             | 角色                       | 備註 |
| 1991年       | 與郎共舞         | 宋德明                     | |
| 1992年       | 我愛牙擦蘇       | 林世榮                     | |
| 1993年       | 壹號皇庭II       | 周少聰                     | |
| 1994年       | CATWALK俏佳人    | 龍冠標                     | |
| 1994年       | 壹號皇庭III      | 周少聰                     | |
| 1995－1999年 | 真情             | 李添福                     | |
| 1995年       | 邊緣故事         | 羅錦全                     | |
| 1995年       | 刑事偵緝檔案     | 王維安                     | |
| 1995年       | 刑事偵緝檔案II   | 王維安                     | |
| 1995年       | 天地男兒         | 許遠光                     | |
| 1995年       | 壹號皇庭IV       | 周少聰                     | |
| 1997年       | 壹號皇庭V        | 周少聰                     | |
| 1997年       | 美味天王         | 李添福                     | 客串 |
| 1997年       | 迷离档案         | 李子建                     | |
| 1997年       | 鑑證實錄         | 張先生                     | |
| 2000年       | 新鮮人           | D.Y.                       | |
| 2000年       | 男親女愛         | 詹士安♪（James）           | |
| 2002年       | 法網伊人         | 簡永廉                     | |
| 2002年       | 騎呢大狀         | 吳三省                     | |
| 2002年       | 烈火雄心II       | 梁孟功（紀德田之死黨）     | |
| 2002年       | 无考不成冤家     | QK                         | |
| 2003年       | 十萬噸情緣       | 吳小強                     | 入圍2003年度萬千星輝賀台慶「本年度我最喜愛的實力非凡男藝員」                                                                    |
| 2003年       | 俗世情真         | 胡貫澤                     | 入圍2003年度萬千星輝賀台慶「本年度我最喜愛的實力非凡男藝員」                                                                    |
| 2003年       | 花樣中年         | 羅家輝                     | 入圍2004年度萬千星輝賀台慶「本年度我最喜愛的男主角（最佳男主角）」 入圍2004年度萬千星輝賀台慶「本年度我最喜愛的拍檔（戲劇組）」 |
| 2003年       | 九五至尊         | 岑日忠（Brian）            | |
| 2004年       | 富豪海灣至尊家緣 | 風水大師                   | |
| 2004年       | 無名天使3D       | 李前進                     | |
| 2004年       | 隔世追兇         | 伍偉峰                     | 入圍2004年度萬千星輝賀台慶「本年度我最喜愛的實力非凡男藝員」                                                                    |
| 2004年       | 棟篤神探         | 史高拔（史Sir）            | 入圍2004年度萬千星輝賀台慶「本年度我最喜愛的實力非凡男藝員」                                                                    |
| 2004年       | 楚漢驕雄         | 張良                       | 入圍2004年度萬千星輝賀台慶「本年度我最喜愛的實力非凡男藝員」                                                                    |
| 2005年       | 御用閒人         | 楊古                       | 入圍2005年度萬千星輝賀台慶「最佳男配角」                                                                                        |
| 2005年       | 妙手仁心III      | 甘浩文                     | 入圍2005年度萬千星輝賀台慶「最佳男配角」                                                                                        |
| 2005年       | 胭脂水粉         | 黎國昌                     | 入圍2005年度萬千星輝賀台慶「最佳男配角」                                                                                        |
| 2005年       | 窈窕熟女         | 沐sir                      | |
| 2006年       | 鐵血保鏢         | 尚正文                     | 入圍2006年萬千星輝頒獎典禮「最佳男配角」                                                                                        |
| 2006年       | 愛情全保         | 賀長鐸                     | |
| 2006年       | 鳳凰四重奏       | 慕容超                     | |
| 2006年       | 高朋滿座         | 蘇根                       | |
| 2006年       | 肥田囍事         | 戴富                       | |
| 2007年       | 廉政行動2007     | 胡國強                     | |
| 2007年       | 通天干探         | 周志昌                     | |
| 2008年       | 法證先鋒II       | 莫喬豐（莫經理）           | |
| 2008年       | 少年四大名捕     | 舒無戲                     | |
| 2008年       | 珠光寶氣         | 楊志球                     | |
| 2009年       | 碧血鹽梟         | 姚守正                     | |
| 2009年       | 幕後大老爺       | 白玉郎                     | |
| 2009年       | 老婆大人II       | 樂在山（北區法院裁判官）   | |
| 2009年       | 宮心計           | 布吉祥                     | 入圍2009年萬千星輝頒獎典禮「最佳男配角」                                                                                        |
| 2009年       | 老友狗狗         | 周用發                     | |
| 2010年       | 情人眼裏高一D    | 評判                       | |
| 2010年       | 秋香怒點唐伯虎   | 何海清                     | |
| 2010年       | 鐵馬尋橋         | 梁湛                       | |
| 2010年       | 談情說案         | 景方（客串）               | |
| 2010年       | 公主嫁到         | 羅道遠                     | |
| 2010年       | 囧探查過界       | 莫鎮忠                     | |
| 2011年       | 仁心解碼         | 連志森                     | 入圍2011年萬千星輝頒獎典禮「最佳男配角」                                                                                        |
| 2011年       | 女拳             | 何添福                     | |
| 2011年       | 點解阿Sir係阿Sir | 潘國誠（潘Sir）            | |
| 2011年       | 法證先鋒III      | 游健保                     | |
| 2012年       | 換樂無窮         | 范泰傑                     | |
| 2012年       | 當旺爸爸         | 賣魚勝                     | 客串第1集 |
| 2012年       | 心戰             | 莊鎮滔（莊導、John）       | |
| 2012年       | 護花危情         | 喬江河（水哥、細喬生）     | 入圍萬千星輝頒獎典禮2012「最佳男配角」                                                                                          |
| 2012年       | 回到三國         | 荀彧（荀文若）             | |
| 2012年       | 雷霆掃毒         | 跛坤（神秘Agent）          | |
| 2012年       | 幸福摩天輪       | 魯文迪                     | |
| 2013年       | 戀愛星求人       | 葉常茂（Greeny）           | |
| 2013年       | 心路GPS          | 徐生                       | |
| 2013年       | 仁心解碼II       | 連志森♪                    | 入圍萬千星輝頒獎典禮2013「最佳男配角」                                                                                          |
| 2013年       | 情越海岸線       | 葉學明                     | |
| 2013年       | 情逆三世緣       | 公孫策                     | |
| 2013年       | 情逆三世緣       | 孫公略                     | |
| 2014年       | 愛·回家 (第一輯) | 唐山                       | 第427-428集 |
| 2014年       | 食為奴           | 鄔思道                     | |
| 2014年       | 廉政行動2014     | 何國輝（單元二）           | |
| 2014年       | 寒山潛龍         | 趙旭熹                     | |
| 2014年       | 載得有情人       | 余大智                     | |
| 2014年       | 再戰明天         | 鄭安迪                     | |
| 2014年       | 老表，你好hea！  | 高音（醉高音、高Manager）♪ | 入圍TVB 馬來西亞星光薈萃頒獎典禮2014「最喜愛TVB男配角」（最後三強） 榮獲萬千星輝頒獎典禮2014「最佳男配角」                      |
| 2015年       | 宦海奇官         | 愛新覺羅·福全              | |
| 2015年       | 四個女仔三個BAR  | 林森木（Woody）            | 入圍萬千星輝頒獎典禮2015「最佳男配角」                                                                                          |
| 2015年       | 鬼同你OT         | 艾鐵文                     | |
| 2015年       | 張保仔           | 孫秀才                     | |
| 2015年       | 張保仔           | 葉學明                     | |
| 2015年       | 實習天使         | 祁仁                       | |
| 2016年       | 公公出宮         | 葉正義                     | |
| 2016年       | 律政強人         | 葉浩天（Michael）          | 入圍萬千星輝頒獎典禮2016「最佳男配角」                                                                                          |
| 2016年       | 來自喵喵星的妳   | 史高拔                     | |
| 2017年       | 味想天開         | 丁日（莫發財）             | |
| 2017年       | 超時空男臣       | 保安隊長                   | |
| 2017年       | 老表，畢業喇！   | 程郎                       | 入圍TVB 馬來西亞星光薈萃頒獎典禮2017「最喜愛TVB男配角」                                                                         |
| 2017年       | 降魔的           | 莫有為                     | 一人演四角，憑「莫有為」入圍萬千星輝頒獎典禮2017「最佳男配角」                                                                  |
| 2017年       | 降魔的           | 葉學明                     | 一人演四角，憑「莫有為」入圍萬千星輝頒獎典禮2017「最佳男配角」                                                                  |
| 2017年       | 降魔的           | 祁仁                       | 一人演四角，憑「莫有為」入圍萬千星輝頒獎典禮2017「最佳男配角」                                                                  |
| 2017年       | 降魔的           | 艾鐵文                     | 一人演四角，憑「莫有為」入圍萬千星輝頒獎典禮2017「最佳男配角」                                                                  |
| 2017年       | 溏心風暴3        | 陳志明                     | |
| 2019年       | 白色強人         | 余湛琛（琛哥）             | 說英文台詞的一段受到關注 入圍萬千星輝頒獎典禮2019「最佳男配角」                                                                 |
| 2019年       | 牛下女高音       | 陳理璋（黃河）♪            | 示範怎樣唱《苿莉花》一段受到關注 演員鄭敬基在現實世界曾任二人組合「風雲樂隊」成員，他在片段中只是故意唱得差，炒熱氣氛。         |
| 2019年       | 解決師           | 余校長                     | |
| 2020年       | 降魔的2.0        | 艾鐵文                     | 一人演四角，憑「艾鐵文」入圍萬千星輝頒獎典禮2020「最佳男配角」                                                                  |
| 2020年       | 降魔的2.0        | 莫有為                     | 一人演四角，憑「艾鐵文」入圍萬千星輝頒獎典禮2020「最佳男配角」                                                                  |
| 2020年       | 降魔的2.0        | 祁仁♪                      | 一人演四角，憑「艾鐵文」入圍萬千星輝頒獎典禮2020「最佳男配角」                                                                  |
| 2020年       | 降魔的2.0        | 葉學明♪                    | 一人演四角，憑「艾鐵文」入圍萬千星輝頒獎典禮2020「最佳男配角」                                                                  |
| 2021年       | 大步走           | 郭皇普                     | |
| 2021年       | 智能愛人         | 古學禮                     | 入圍萬千星輝頒獎典禮2021「最佳男配角」、「最受歡迎電視男角色」、「最受歡迎電視搭檔」                                            |
| 2022年       | 食腦喪Ｂ         | 余祥劍（余果）             | |
| 2022年       | 白色強人II       | 余湛琛（琛哥）             | |
| 2023年       | 破毒強人         | 鄭福田                     | |
| 2025年       | 富貴千團         | 何德信（Simon Sir）        | |

### 電視單元劇
| 首播   | 劇名                                             | 角色               | 備註                                    |
| 1994年 | 萬戶交響曲：三人行必有我師（页面存档备份，存于） | 古Sir              | 香港電台                                |
| 1994年 | 唱談普通話：孔雀之謎（页面存档备份，存于）       | 孔巨正             | 香港電台                                |
| 1998年 | 寫意空間：布拉格的明信片（页面存档备份，存于）   | 男主角玩具商人李平 | 1998紐約電影電視節 - 優異獎（教育節目） |
| 1999年 | 百老薈：尼羅河畔（页面存档备份，存于）           | Alex爸爸           | 香港電台                                |
| 2005年 | 奇幻潮-媽媽愛你四小時                            | Joe                | 無綫電視                                |
| 2009年 | 有房出租：星閃閃                                 | 便衣探員           | 香港電台                                |
| 2011年 | 有房出租：襲警瘋雲（页面存档备份，存于）         | 陳大律師           | 香港電台                                |

### 電影
| 上映年份 | 戲名                 | 角色             |
| 1981年   | 凶蠍                 | 阿男             |
| 1989年   | 返老還童             | 化骨龍           |
| 1989年   | 小小小警察           | 警員             |
| 1990年   | 化骨龍2              | 史老師           |
| 1991年   | 賊聖                 | 花仔光           |
| 1992年   | 逃學威龍2            | 老師             |
| 1994年   | 醉拳II               | 雞骨草           |
| 1995年   | 狼吻夜驚魂           | 周新旭           |
| 2000年   | 鬼名模               | 大丹             |
| 2006年   | 春田花花同學會       | 初級醫生         |
| 2008年   | 我的最愛             | 寶父             |
| 2011年   | 我愛HK開心萬歲       | 87年經紀陳       |
| 2011年   | Laughing Gor之潛罪犯 | 醒Sir            |
| 2014年   | 失戀急讓             | 偉文             |
| 2015年   | 沒女神探             | 杜旗風           |
| 2016年   | 我老婆係明星         |                  |
| 2016年   | 寒戰II               | 莫錦泉 David Mok |
| 2021年   | 梅艷芳               | 錄音室員工       |
| 2024年   | 飯戲攻心2            | 七叔             |

### 配音
| 上映年份 | 戲名         | 角色 |
| 2015年   | 玩轉腦朋友   | 阿驚 |
| 2024年   | 玩轉腦朋友2  | 阿驚 |
| 2024年   | 發夢製作公司 | 阿驚 |

### 電視電影
- 1995年 三隻鬼一個人
- 2004年 歷劫驚濤 飾 李世芬

### 舞台劇/音樂劇作品
- 2000年 《今夜真情流露》 飾 陳振華/樊家樹/李添福（連同張可頤、薛家燕、李司棋、謝天華、劉丹、于洋等合作）
- 2001年 《男親女愛》 飾 詹士安（連同黃子華、鄭裕玲、鄧健泓、苑瓊丹、陳彥行、蕭亮、李國麟、原子鏸等合作）
- 2007年 《小男人周記》 飾 Q太郎（墳鄭丹瑞、蘇玉華、李思捷、陳法拉等合作）
- 2017年 《我和青天有個秘密》 飾 包青天（連同林穎彤、向海嵐、林欣彤、彭杏英、布偉傑、許俊豪、歐鎮源、葉灝基等合作）

#### 綜藝節目
主持
- 1991年 點解香港咁過癮
- 1992年 永安旅遊話你知：點解日本咁好玩
- 1993年 點解香港咁過癮 '93（主持）、寰宇風情（以色列特輯）
- 1999年 康泰最緊要好玩 馬來西亞旅遊新FUN點
- 2004年 星晨旅遊韓國真程趣

### 廣告
- 1989年 麥當勞（美味歡笑）
- 2015年 惠康廣告
- 2015年 麥當勞（背樂：相逢何必曾相識）、相逢何必曾Big Mac[16]
- 2016年 中電 智能全方位
- 2017年 香港政府環境局 「氣候變化 香港行動」（改編歌曲︰林子祥《海市蜃樓》）

## 音樂作品

### 個人唱片
| 專輯 # | 專輯名稱                  | 專輯類型 | 發行公司                   | 發行日期       | 曲目 |
| ------ | ------------------------- | -------- | -------------------------- | -------------- | --- |
| 1st    | 拯救行動                  | EP       | 寶麗金                     | 1987年4月      | 1. 拯救行動 2. 我也不想說謊 3. 你係我邊個 4. 悔意 |
| 2nd    | 相逢                      | 大碟     | 創意家族                   | 1990年5月      | 1. 要走的始終都要走 2. 道別艷陽 3. Himalayas(喜瑪拉雅) 4. 回憶那天 5. 記不起 6. 未來是否繼續 (國語) 7. 相逢何必曾相識 8. 酒逢知己千杯少 9. 日後 10. 我醉 11. 我永遠懷念你 12. 回復自我 |
| 3rd    | 相逢何必曾相識-未來的語言 | 國語大碟 | 創意家族                   | 1990年         | 1. 過去讓它過去 2. 永不回頭 3. 再見了我的愛 4. 酒逢知己 5. 你想說些什麼 6. 對不起 7. HIMALAYS 8. 要走的還是要走 9. 醉後的夜 10. 未來是否繼續 11. 相逢何必曾相識 12. 相逢何必曾相識 (卡拉OK伴唱音樂) |
| 4th    | 蔣志光與他的朋友          | 大碟     | 創意家族                   | 1992年5月      | 1. 舊朋友 (蔣志光 / 韋綺姍 / 張智霖 / 許秋怡 / 黃寶欣 / 甘子暉) 2. 仍願意等 (蔣志光 / 韋綺姍) 3. 得到多少暖 (蔣志光 / 黃寶欣) 4. 無夢的詩 (蔣志光 / 彭家麗) 5. 多少個夜晚 (蔣志光 / 梁雁翎) 6. 皇后大道東 (蔣志光 / 羅大佑) 7. 相逢何必曾相識 (蔣志光 / 韋綺姍) 8. 萬片希望在明天 (蔣志光 / 韋綺姍) 9. 美麗傳奇 (蔣志光 / 彭家麗) 10. 點解香港咁過癮 (蔣志光 / 胡楓 / 陳淑蘭)                                                                                        |
| 5th    | 創作路                    | 大碟     | 創意家族                   | 1993年2月      | 1. 返璞歸真 2. 晴天雨天 3. 是你 4. 誰是你知音 5. 愛的語言 6. 最愛是你 7. 夢裡想著你 8. 同林鳥 9. Together 10. 你可以嗎 |
| 6th    | 多情多寂寞                | 國語大碟 | 博德曼音樂 (台灣) 創意家族 | 1993年         | 1. 多情多寂寞 2. 人生有味 3. 別懷疑他 4. 最愛是你 5. Together 6. 沈默的想你 7. 晴天雨天 8. 同林鳥 9. 愛你的心永遠都像第一次 10. 好朋友(台語) |
| 7th    | 傳奇巨聲（與韋綺姍合輯）  | 精選輯   | 環星音樂                   | 2014年11月26日 | 1. 相逢何必曾相識 - 蔣志光 / 韋綺姍 2. 跪在大門後 - 韋綺姍 3. 要走的始終都要走 - 蔣志光 4. 眼睛起革命 - 韋綺姍 5. 誰是你知音 - 蔣志光 6. 萬片希望在明天 - 蔣志光 / 韋綺姍 7. 城市儷人 - 韋綺姍 8. 反璞歸真 - 蔣志光 9. 日月夜星也無悔 - 韋綺姍 10. 晴天、雨天 - 蔣志光 11. 仍願意等 - 蔣志光 / 韋綺姍 12. 旅途上 - 韋綺姍 13. 我永遠懷念你 - 蔣志光 14. 雲與海之間 - 韋綺姍 15. 夢裡想著你 - 蔣志光 16. 舊朋友 - 蔣志光 / 韋綺姍 / 張智霖 / 許秋怡 / 黃寶欣 / 甘子暉 |

### 著名作品
| #   | 歌名               | 主唱   | 作曲     | 填詞   | 合唱歌手                                | 特別介紹 |
| --- | ------------------ | ------ | -------- | ------ | --------------------------------------- | --- |
| 1st | 《誰是你知音》     | 蔣志光 | 林東松   | 潘源良 |                                         | |
| 2nd | 《返璞歸真》       | 蔣志光 | 蔣志光   | 蔣志光 |                                         | |
| 3rd | 《舊朋友》         | 蔣志光 | 蔣志光   | 蔣志光 | 韋綺姍、許秋怡、張智霖、 黃寶欣、甘子暉 | 由飛圖唱片六名歌手合唱的歌曲，至今仍是唯一一首六人合唱廣東歌曲，同時亦為90年代初名曲之一。                                           |
| 4th | 《皇后大道東》     | 蔣志光 | 羅大佑   | 林夕   | 羅大佑                                  | 歌曲描寫面對香港回歸時香港人對前途的憂慮，由於切合人心，至今仍為經典香港名曲、非情歌的代表作。                                       |
| 5th | 《相逢何必曾相識》 | 蔣志光 | 蔣志光   | 蔣志光 | 韋綺姍                                  | 九十年代初風靡華人社會，至今無人不曉，仍然是合唱歌的經典金曲，尤其是作為電影家有喜事主題曲，更是膾炙人口。更是1990年十大中文金曲之一 |
| 6th | 《終有一天感動你》 | 李樂詩 | 李樂詩   | 蔣志光 |                                         | 個性溫柔的李樂詩給他很特別的感覺，於是為她寫了《終有一天感動你》的歌詞                                                               |
| 7th | 《相士大隻西》     | 尹光   | 劉雪庵等 | 蔣志光 |                                         | |
| 8th | 《行棋樂》         | 蔣志光 |          | 蔣志光 | 尹光                                    | |

### 主題歌曲
| 年份 | 歌曲           | 備註                                                 | 收錄專輯             |
| ---- | -------------- | ---------------------------------------------------- | -------------------- |
| 1991 | 點解香港咁過癮 | 綜藝節目《點解香港咁過癮》主題曲，與胡楓及陳淑蘭合唱 | 《蔣志光與他的朋友》 |
| 1991 | 我醉           | 劇集《三八佳人》主題曲                               | 《相逢》             |
| 1992 | 得到多少暖     | 劇集《拳王賭至尊》主題曲，與黃寶欣合唱               | 《蔣志光與他的朋友》 |
| 1993 | 無夢的詩       | 劇集《金蛇郎君》主題曲，與彭家麗合唱                 | 《蔣志光與他的朋友》 |
| 1994 | 夢裡想著你     | 劇集《CATWALK俏佳人》插曲                            | 《創作路》           |
| 2017 | 如果我可以     | 音樂劇《我和青天有個秘密》插曲                       |                      |

### 創作列表
| 年份（按發表年份排列） | 歌名                                | 主唱                                                                     | 創作                              |
| ---------------------- | ----------------------------------- | ------------------------------------------------------------------------ | --------------------------------- |
| 1984年                 | 相士大隻西                          | 尹光                                                                     | 填詞                              |
| 1984年                 | 行棋樂                              | 蔣志光、尹光                                                             | 填詞                              |
| 1987年                 | 拯救行動                            | 蔣志光                                                                   | 填詞                              |
| 1987年                 | 我也不想說謊                        | 蔣志光                                                                   | 作曲                              |
| 1988年                 | 傳說 Re-Mix                         | Raidas                                                                   | 蔣志光、黃耀光編曲                |
| 1988年                 | 長恨歌                              | 風雲                                                                     | 填詞                              |
| 1988年                 | 話之你                              | 何嘉麗                                                                   | 作曲∕填詞                         |
| 1989年                 | 愛在思念蔓延時                      | 曾路得                                                                   | 作曲                              |
| 1989年                 | 告別天真                            | Echo                                                                     | 填詞                              |
| 1989年                 | 再添一夢                            | 鄭婉雯                                                                   | 填詞                              |
| 1990年                 | 要走的始終都要走                    | 蔣志光                                                                   | 填詞                              |
| 1990年                 | 道別艷陽 你想說些什麼（國）         | 蔣志光                                                                   | 作曲                              |
| 1990年                 | 記不起 對不起（國）                 | 蔣志光                                                                   | 作曲∕填詞 作曲                    |
| 1990年                 | 相逢何必曾相識 相逢何必曾相識（國） | 蔣志光、韋綺姍                                                           | 作曲∕填詞 作曲∕蔣志光、丁曉雯填詞 |
| 1990年                 | 酒逢知己千杯少 酒逢知己（國）       | 蔣志光                                                                   | 填詞 蔣志光、林愷填詞             |
| 1990年                 | 日後 永不回頭（國）                 | 蔣志光                                                                   | 作曲∕編曲                         |
| 1990年                 | 我永遠懷念你 過去讓它過去（國）     | 蔣志光                                                                   | 作曲                              |
| 1990年                 | 回復自我 未來是否繼續（國）         | 蔣志光                                                                   | 作曲 作曲∕填詞                    |
| 1990年                 | 再見了我的愛                        | 蔣志光                                                                   | 填詞                              |
| 1991年                 | 點解香港咁過癮                      | 蔣志光、胡楓、陳淑蘭                                                     | 作曲∕潘偉源、蔣志光填詞           |
| 1991年                 | 城市儷人                            | 韋綺姍                                                                   | 作曲∕填詞                         |
| 1992年                 | 舊朋友                              | 蔣志光、韋綺姍、張智霖、 許秋怡、黃寶欣、甘子暉                          | 作曲∕填詞                         |
| 1993年                 | 反璞歸真 人生有味（國）             | 蔣志光                                                                   | 作曲∕填詞∕編曲 作曲∕編曲          |
| 1993年                 | 是你                                | 蔣志光                                                                   | 張志琛、蔣志光填詞                |
| 1993年                 | 愛的語言 好朋友（台語）             | 蔣志光                                                                   | 作曲∕填詞 作曲                    |
| 1993年                 | 最愛是你                            | 蔣志光                                                                   | 填詞                              |
| 1993年                 | 你可以嗎 別懷疑他（國）             | 蔣志光                                                                   | 作曲∕填詞 作曲                    |
| 1994年                 | 終有一天感動你                      | 李樂詩                                                                   | 填詞                              |
| 1995年                 | 吾愛被愛                            | 李樂詩                                                                   | 填詞                              |
| 2000年                 | 今夜真情流露                        | 舞台劇《今夜真情流露》全體演員                                           | 填詞                              |
| 2000年                 | 真情憑藉                            | 薛家燕                                                                   | 填詞                              |
| 2003年                 | 皆大歡笑                            | 薛家燕、林文龍、廖碧兒、 趙學而、謝天華、陳彥行、 鄧兆尊、阮兆祥、劉愷威 | 填詞                              |

### 其他音樂演出
音樂錄像
- 2018年 鄧健泓 那年。某日

演唱会
- 2015年1月30-31日 Hea爆香港演唱會（與韋綺姍、半红不黑合唱）
- 2015年3月 老表新春搞善 In Concert 2015 演唱會（分别在加拿大的多倫多、卡加利及溫哥華舉行了三場演唱會、與李麗霞（黑妹）、黄光亮合作）
- 2015年4月 The Year of RSam Concert 郵輪演唱會（與曾航生合作）
- 2015年7月4日 相逢何必曾相識演唱會（在美國內華達州雷諾市、與陳展鵬、韋綺姍合作）
- 2015年7月18日 Hea爆馬来西亞演唱會2015
- 2016年10月9日 Sukie S My First Stage Live 2016

## 派台歌曲成績
| 派台歌曲成績        | 派台歌曲成績     | 派台歌曲成績 | 派台歌曲成績 | 派台歌曲成績 | 派台歌曲成績 | 派台歌曲成績                                 |
| ------------------- | ---------------- | ------------ | ------------ | ------------ | ------------ | -------------------------------------------- |
| 唱片                | 歌曲             | 903          | RTHK         | 997          | TVB          | 備註                                         |
| 1987年              |                  |              |              |              |              |                                              |
| 拯救行動            | 我也不想說謊     | -            | -            |              | -            |                                              |
| 拯救行動            | 拯救行動         | -            | -            |              | -            |                                              |
| 1990年              |                  |              |              |              |              |                                              |
| 相逢                | 要走的始終都要走 | 1            | /            |              | /            |                                              |
| 相逢 / 革命         | 相逢何必曾相識   | 1            | 1            |              | /            | 與韋綺姍合唱                                 |
| 1991年              |                  |              |              |              |              |                                              |
| 音樂工廠·皇后大道東 | 皇后大道東       | {1}          | 1            |              | -            | 與羅大佑合唱                                 |
| 韋綺姍Remix         | 萬片希望在明天   | 4            | 5            |              | -            | 與韋綺姍合唱                                 |
| 1992年              |                  |              |              |              |              |                                              |
| 蔣志光與他的朋友    | 舊朋友           | 11           | 3            |              | 1            | 與張智霖、許秋怡、韋綺姍、甘子暉、黃寶欣合唱 |
| 蔣志光與他的朋友    | 仍願意等         | 11           | /            |              | 6            | 與韋綺姍合唱                                 |
| 蔣志光與他的朋友    | 得到多少暖       | -            | -            |              | -            | 與黃寶欣合唱                                 |
| 1993年              |                  |              |              |              |              |                                              |
| 創作路              | 誰是你知音       | 10           | 8            | -            | -            |                                              |
| 創作路              | 晴天、雨天       | -            | -            | -            | -            |                                              |

| 各台冠軍歌總數 | 各台冠軍歌總數 | 各台冠軍歌總數 | 各台冠軍歌總數 | 各台冠軍歌總數    |
| -------------- | -------------- | -------------- | -------------- | ----------------- |
| 903            | RTHK           | 997            | TVB            | 備註              |
| 3              | 2              | 0              | 1              | 四台冠軍歌總數：0 |

- （-）未能上榜
- （/）未有相關資料

## 獎項

### 戲劇獎項
| 年份   | 頒獎/機構                        | 獎項                                 | 劇集            | 角色   | 結果 | 備註                                     |
| 2002年 | 2002年度萬千星輝賀台慶           | 本年度我最喜愛的飛躍進步男藝員       | 騎呢大狀        | 吳三省 | 提名 |                                          |
| 2002年 | 2002年度萬千星輝賀台慶           | 本年度我最喜愛的電視角色             | 法網伊人        | 簡永廉 | 提名 |                                          |
| 2002年 | 2002年度萬千星輝賀台慶           | 本年度我最喜愛的電視角色             | 騎呢大狀        | 吳三省 | 提名 |                                          |
| 2002年 | 2002年度萬千星輝賀台慶           | 本年度我最喜愛的電視角色             | 烈火雄心II      | 梁孟功 | 提名 |                                          |
| 2003年 | 2003年度萬千星輝賀台慶           | 本年度我最喜愛的實力非凡男藝員       | 十萬噸情緣      | 吳小強 | 提名 |                                          |
| 2003年 | 2003年度萬千星輝賀台慶           | 本年度我最喜愛的實力非凡男藝員       | 俗世情真        | 胡貫澤 | 提名 |                                          |
| 2003年 | 2003年度萬千星輝賀台慶           | 本年度我最喜愛的電視角色             | 俗世情真        | 胡貫澤 | 提名 |                                          |
| 2003年 | 2003年度萬千星輝賀台慶           | 本年度我最喜愛的電視角色             | 十萬噸情緣      | 吳小強 | 提名 |                                          |
| 2004年 | 2004年度萬千星輝賀台慶           | 本年度我最喜愛的男主角（最佳男主角） | 花樣中年        | 羅家輝 | 提名 |                                          |
| 2004年 | 2004年度萬千星輝賀台慶           | 本年度我最喜愛的拍檔（戲劇組）       | 花樣中年        | 羅家輝 | 提名 | 與向海嵐(莫曉男)一同提名                 |
| 2004年 | 2004年度萬千星輝賀台慶           | 本年度我最喜愛的拍檔（戲劇組）       | 花樣中年        | 羅家輝 | 提名 | 與方中信(韋福榮)、錢嘉樂(陳炳基)一同提名 |
| 2004年 | 2004年度萬千星輝賀台慶           | 本年度我最喜愛的電視角色             | 花樣中年        | 羅家輝 | 提名 |                                          |
| 2004年 | 2004年度萬千星輝賀台慶           | 本年度我最喜愛的實力非凡男藝員       | 隔世追兇        | 伍偉峰 | 提名 |                                          |
| 2004年 | 2004年度萬千星輝賀台慶           | 本年度我最喜愛的電視角色             | 隔世追兇        | 伍偉峰 | 提名 |                                          |
| 2004年 | 2004年度萬千星輝賀台慶           | 本年度我最喜愛的實力非凡男藝員       | 棟篤神探        | 史高拔 | 提名 |                                          |
| 2004年 | 2004年度萬千星輝賀台慶           | 本年度我最喜愛的電視角色             | 棟篤神探        | 史高拔 | 提名 |                                          |
| 2004年 | 2004年度萬千星輝賀台慶           | 本年度我最喜愛的實力非凡男藝員       | 楚漢驕雄        | 張良   | 提名 |                                          |
| 2004年 | 2004年度萬千星輝賀台慶           | 本年度我最喜愛的電視角色             | 楚漢驕雄        | 張良   | 提名 |                                          |
| 2005年 | 2005年度萬千星輝賀台慶           | 最佳男配角                           | 御用閒人        | 楊古   | 提名 |                                          |
| 2005年 | 2005年度萬千星輝賀台慶           | 最佳男配角                           | 妙手仁心III     | 甘浩文 | 提名 |                                          |
| 2005年 | 2005年度萬千星輝賀台慶           | 最佳男配角                           | 胭脂水粉        | 黎國昌 | 提名 |                                          |
| 2006年 | 2006年萬千星輝頒獎典禮           | 最佳男配角                           | 鐵血保鏢        | 尚正文 | 提名 |                                          |
| 2007年 | Astro華麗台電視劇大獎2007        | 我的至愛紅中一點綠                   | 鐵血保鏢        | 尚正文 | 提名 |                                          |
| 2009年 | 2009年萬千星輝頒獎典禮           | 最佳男配角                           | 宮心計          | 布吉祥 | 提名 |                                          |
| 2009年 | 2009年萬千星輝頒獎典禮           | tvb.com人氣大獎                      |                 |        | 提名 |                                          |
| 2011年 | 2011年萬千星輝頒獎典禮           | 最佳男配角                           | 仁心解碼        | 連志森 | 提名 |                                          |
| 2012年 | MY AOD我的最愛頒獎典禮2012       | 我的最愛出位人氣王                   | 護花危情        | 喬江河 | 提名 |                                          |
| 2012年 | 萬千星輝頒獎典禮2012             | 最佳男配角                           | 護花危情        | 喬江河 | 提名 |                                          |
| 2013年 | 萬千星輝頒獎典禮2013             | 最佳男配角                           | 仁心解碼II      | 連志森 | 提名 |                                          |
| 2014年 | TVB 馬來西亞星光薈萃頒獎典禮2014 | 最喜愛TVB男配角                      | 老表，你好Hea！ | 高音   | 提名 | 入圍最後三强                             |
| 2014年 | 萬千星輝頒獎典禮2014             | 最佳男配角                           | 老表，你好Hea！ | 高音   | 獲獎 |                                          |
| 2014年 | 萬千星輝頒獎典禮2014             | 專業演員大獎                         |                 |        | 獲獎 |                                          |
| 2015年 | TVB 馬來西亞星光薈萃頒獎典禮2015 | 最喜愛TVB男配角                      | 四個女仔三個BAR | 林森木 | 提名 |                                          |
| 2015年 | 星和無綫電視大獎                 | 我最愛TVB男配角                      | 老表，你好hea！ | 高音   | 提名 |                                          |
| 2015年 | 萬千星輝頒獎典禮2015             | 最佳男配角                           | 四個女仔三個BAR | 林森木 | 提名 |                                          |
| 2016年 | 萬千星輝頒獎典禮2016             | 最佳男配角                           | 律政強人        | 葉浩天 | 提名 |                                          |
| 2017年 | TVB 馬來西亞星光薈萃頒獎典禮2017 | 最喜愛TVB男配角                      | 老表，畢業喇！  | 程郎   | 提名 |                                          |
| 2017年 | TVB 馬來西亞星光薈萃頒獎典禮2017 | 最喜愛TVB電視角色（十五位）          | 老表，畢業喇！  | 程郎   | 提名 |                                          |
| 2017年 | 萬千星輝頒獎典禮2017             | 最佳男配角                           | 降魔的          | 莫有為 | 提名 |                                          |
| 2019年 | 萬千星輝頒獎典禮2019             | 最佳男配角                           | 白色強人        | 余湛琛 | 提名 |                                          |
| 2020年 | 萬千星輝頒獎典禮2020             | 最佳男配角                           | 降魔的2.0       | 艾鐵文 | 提名 |                                          |
| 2021年 | 萬千星輝頒獎典禮2021             | 最佳男配角                           | 智能愛人        | 古學禮 | 提名 |                                          |
| 2021年 | 萬千星輝頒獎典禮2021             | 最受歡迎電視男角色                   | 智能愛人        | 古學禮 | 提名 |                                          |
| 2021年 | 萬千星輝頒獎典禮2021             | 最受歡迎電視搭檔                     | 智能愛人        | 古學禮 | 提名 | 與陸永、麥美恩、盧宛茵提名               |
| 2021年 | 萬千星輝頒獎典禮2021             | 最受歡迎電視搭檔                     | 智能愛人        | 古學禮 | 提名 | 與泰臣提名                               |

### 音樂獎項
| 年份   | 頒獎/機構                        | 獎項                       | 歌曲               | 結果 | 備註                                             |
| 1990年 | 1990年度叱咤樂壇流行榜頒獎典禮   | 叱咤樂壇我最喜愛的歌曲大獎 | 《相逢何必曾相識》 | 獲獎 | 與韋綺姍一同獲獎                                 |
| 1990年 | 第十三屆十大中文金曲頒獎禮音樂會 | 十大中文金曲               | 《相逢何必曾相識》 | 獲獎 | 與韋綺姍一同獲獎                                 |
| 1990年 | 1990年度十大勁歌金曲頒獎典禮     | 十大勁歌金曲               | 《相逢何必曾相識》 | 獲獎 | 與韋綺姍一同獲獎                                 |
| 1990年 | 1990年勁歌金曲第三季季選         | 季選得獎歌曲               | 《相逢何必曾相識》 | 獲獎 | 與韋綺姍一同獲獎                                 |
| 1991年 | 1991年度十大勁歌金曲頒獎典禮     | 最佳作曲 最佳作詞          | 《皇后大道東》     | 獲獎 | 與羅大佑一同現場演繹                             |
| 1991年 | 1991年勁歌金曲第一季季選         | 季選得獎歌曲               | 《皇后大道東》     | 獲獎 | 與羅大佑一同獲獎                                 |
| 1992年 | 1992年勁歌金曲第二季季選         | 季選得獎歌曲               | 《舊朋友》         | 獲獎 | 與韋綺姍、張智霖、許秋怡、黃寶欣、甘子暉一同獲獎 |